# Sheridan Morley
Sheridan Morley (5 de diciembre de 1941 − 16 de febrero de 2007) fue un autor, biógrafo, crítico, director, actor y locutor de nacionalidad británica. Era el hijo mayor del actor Robert Morley y nieto de la actriz Dame Gladys Cooper, y escribió la biografía de ambos.

## Inicios
Su nombre completo era Sheridan Robert Morley, y nació en Ascot, Inglaterra. Recibió su nombre en recuerdo de Sheridan Whiteside, el personaje que su padre interpretaba en la obra The Man Who Came to Dinner, representada en el  Teatro Savoy de Londres.  
Morley tenía lazos familiares con diversas estrellas teatrales: además de su padre y su abuela materna. Su tía se casó con el actor Robert Hardy, y Joanna Lumley era prima suya. Su abuelo materno, Herbert Buckmaster, fundó el Buck's Club, local en el cual McGarry inventó el cóctel Buck's Fizz.  Sus padrinos fueron el dramaturgo Sewell Stokes y el actor Peter Bull.
Morley se crio en Wargrave, Berkshire, y en Hollywood y Nueva York, donde su padre trabajaba. Estudió en el centro Sizewell Hall, en Suffolk. Morley permaneció como alumno privado tras el cierre de la escuela en 1955. Tras estudiar en un centro preparatorio, Morley entró en el Merton College de Oxford, estudiando drama junto a Michael York, David Wood, Sam Walters, y Oliver Ford Davies. Se graduó con honores de tercera clase, y dedicó un año a la enseñanza de drama en la Universidad de Hawái.

## Carrera
Sheridan Morley trabajó como presentador de noticias para la Independent Television News a partir de 1965, antes de pasar a la BBC para presentar Late Night Line-Up en el canal BBC Two entre 1967 y 1971, en compañía de Joan Bakewell y Tony Bilbow.  También presentó Film Night para BBC Two en 1971 y 1972, Kaleidoscope para BBC Radio 4, y un innovador programa dedicado a las artes en la BBC Radio 2 entre 1990 y 2004.
En abril de 1990 empezó The Radio Two Arts Programme, y en 2004 Melodies For You, de nuevo en BBC Radio 2. Presentó su último programa Melodies en noviembre de 2006, tres meses antes de fallecer en febrero de 2007.  
Además de locutor, hizo frecuentes intervenciones como invitado en el concurso de Channel 4 Countdown.
Como biógrafo, su trabajo más conocido fue obra sobre Noël Coward titulada A Talent to Amuse, publicada en 1969. 
Morley entró a trabajar en The Times en 1973, y en 1975 en Punch como crítico dramático y editor artístico, permaneciendo en la revista hasta 1989. A finales de los años ochenta fue diarista en arte de The Times y crítico televisivo entre 1989 y 1990. A partir de 1990 también fue crítico teatral de The Spectator, siendo reemplazado en 2001 por Toby Young. En 2004, tras un corto período en el New Statesman, donde le sustituyó Michael Portillo, se unió al Daily Express, permaneciendo en la publicación hasta 2007. Mientras tanto también fue crítico teatral del International Herald Tribune entre 1979 y 2005, y crítico cinematográfico del Sunday Express entre 1992 y 1995. En 1990 fue nombrado Periodista Artístico del Año, además de ser nominado a un Premio Grammy.
Su obra Noël and Gertie, acerca de Noël Coward y Gertrude Lawrence, se estrenó en Londres en 1983, siendo protagonizada por Simon Cadell y Joanna Lumley, manteniéndose en escena un total de nueve años. En Estados Unidos se representó interpretando Twiggy el primer papel. Además, Morley escribió un show basado en las canciones de Vivian Ellis, Spread a Little Happiness, llevado a escena en 1992.
El último trabajo de Morley como director teatral fue en 1999 con una reposición de la pieza de Noël Coward A Song at Twilight, primero representada en el Teatro King's Head de Islington, y después en el Teatro Gielgud del West End londinense entre octubre de 1999 y marzo de 2000, con actuaciones de Kika Markham, Mathew Bose, Corin Redgrave, y Vanessa Redgrave.  

## Familia
Morley se casó en dos ocasiones: la primera en 1965 con Margaret Gudejko, a quien conoció en Hawái; y en 1995 con Ruth Leon, productora y crítica televisiva, a la que conocía desde sus días en Oxford. Morley sufrió depresión y un ictus en sus últimos años, falleciendo en 2007 en Londres. Fue enterrado en el Cementerio St Marys Churchyard, en Wargrave Inglaterra.

### Biografías
- A Talent to Amuse: A Biography of Noël Coward, Heinemann, London,1969. ISBN 0434478954.
- Oscar Wilde (1976)
- Marlene Dietrich (1977)
- Sybil Thorndike: A Life in the Theatre (1977)
- Gladys Cooper: Biography (1979)
- Gertrude Lawrence: A Bright Particular Star, ISBN 029777882X
- Katharine Hepburn, (1984)
- Ingrid Bergman (1985)
- Other Side of the Moon: The Life of David Niven (1985)
- Elizabeth Taylor (1988)
- Odd Man Out: The Life of James Mason (1989)
- Robert: My Father, Weidenfeld & Nicolson, London (1993).
- Audrey Hepburn (1993)
- Shall We Dance: The Life of Ginger Rogers (1995)
- Gene Kelly (1996)
- Dirk Bogarde: Rank Outsider, (1996)
- Marilyn Monroe (1998)
- Hey, Mr Producer (Cameron Mackintosh) (1998, con Ruth Leon)
- Judy Garland: Beyond The Rainbow (1999, con Ruth Leon)
- John Gielgud: The Authorized Biography, Hodder & Stoughton, London, 2001. ISBN 0340368039

### Retrospectivas teatrales y colección de críticas
- Theatre 71: Plays, Players, Playwrights, Opera, Ballet, (Hutchinson, 1971) ISBN 0091092108
- Theatre 72, (Hutchinson, 1972) ISBN 0091137802
- Theatre 73, (Hutchinson, 1973) ISBN 0091179203
- Theatre 74, (Hutchinson, 1974) ISBN 0091222907
- Review Copies: Plays & Players in London 1970-74 (Robson Books 1974). ISBN 0903895250
- Shooting Stars: Plays and Players,1975-1983 (Quartet Books 1983). ISBN 0704323885
- Spread A Little Happiness: The First Hundred Years of the British Musical (Thames & Hudson, 1987). ISBN 0500013985
- Our Theatre in the Eighties (John Curtis/Hodder & Stoughton, 1990) ISBN 0340509791
- A Century of Theatre, con Ruth Leon (Oberon Books, 2000) ISBN 184002058X
- Spectator at the Theatre: A decade of First Nights 1990-1999 (Oberon Books, 2002) ISBN 1840022477

### Otros trabajos
- The Stephen Sondheim Songbook (Chappel/Elm Tree Books, 1979) ISBN 024110176X
- The Brits in Hollywood: Tales from the Hollywood Raj (Weidenfeld & Nicolson, 1983) ISBN 0297782894
- The Noel Coward Diaries (con Graham Payn; Weidenfeld & Nicolson, 1982) ISBN 0297781421
- The Great Stage Stars (Angus & Robertson, Australia y Reino Unido, 1986) ISBN 0207149704.
- Theatrical Companion to Coward (con Barry Day, Oberon Books, 2000) ISBN 1840020547
- Asking For Trouble, memorias. (Hodder & Stoughton, 2002) ISBN 0340820578
- An Evening with Sheridan Morley & Michael Law con Judy Campbell (CD).